# District de Surkhet
Le district de Surkhet (en népalais : सुर्खेत जिल्ला) est l'un des 77 districts du Népal. Il est rattaché à la province de Karnali. La population du district s'élevait à 343 318 habitants en 2011.

## Histoire
Il faisait partie de la zone de Bheri et de la région de développement Moyen-Ouest jusqu'à la réorganisation administrative de 2015 où ces entités ont disparu.

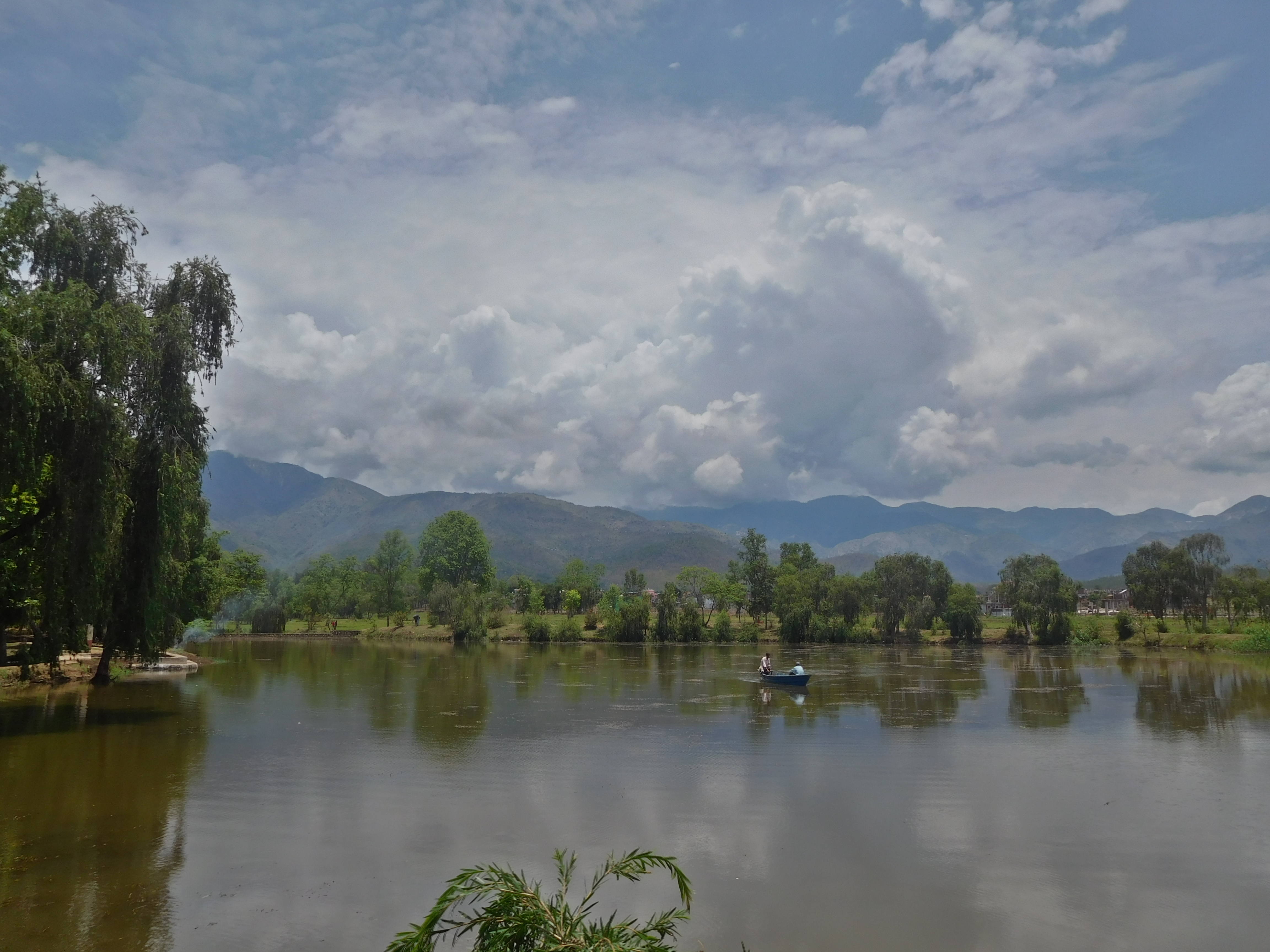
Lac Bulbule

## Subdivisions administratives
Le district de Surkhet est subdivisé en 9 unités de niveau inférieur, dont 5 municipalités et 4 gaunpalikas ou municipalités rurales.
| # | Nom           | Nom en népalais | Type         | Population (2011) | Superficie (km2) |
| - | ------------- | --------------- | ------------ | ----------------- | ---------------- |
| 1 | Birendranagar | बीरेन्द्रनगर        | municipalité | 100 458           | 245,06           |
| 2 | Bheriganga    | भेरीगंगा            | municipalité | 41 407            | 256,2            |
| 3 | Gurbhakot     | गुर्भाकोट           | municipalité | 43 765            | 228,62           |
| 4 | Panchpuri     | पञ्चपुरी           | municipalité | 32 231            | 329,9            |
| 5 | Lekveshi      | लेकवेशी            | municipalité | 30 295            | 180,92           |
| 6 | Chowkune      | चौकुने             | gaunpalika   | 25 240            | 381,01           |
| 7 | Barahal       | बराहताल           | gaunpalika   | 26 802            | 455,09           |
| 8 | Chingad       | चिङ्गाड            | gaunpalika   | 17 275            | 170,19           |
| 9 | Simta         | सिम्ता             | gaunpalika   | 25 845            | 241,64           |